# أناتولي كوليكوف
أناتولي كوليكوف (الروسية: Куликов, Анатолий Сергеевич) هو عسكري واقتصادي وسياسي روسي، ولد في 4 سبتمبر 1946 في كراي ستافروبول في روسيا. حزبياً، نشط في روسيا الموحدة. وقد انتخب عضو مجلس الدوما وانتخب نائب رئيس حكومة الاتحاد الروسي ‏.

## روابط خارجية
- أناتولي كوليكوف على موقع مونزينجر (الألمانية)